# George Larner
George Edward Larner (Langley, 7 de febrero de 1875 - Brighton, 4 de marzo de 1949) fue un atleta británico y campeón olímpico, especializada en la marcha atlética.

## Biografía
Larner era un policía en Brighton y comenzó a practicar atletismo a los 28 años de edad, en 1903. 
Entre 1904 y 1905, ganó dos títulos de la Amateur Athletic Association de Inglaterra en dos distancias de marcha. Al año siguiente, repitió la proeza. 
Dado que la práctica del atletismo interfería en su trabajo como policía, pensó en dejar el deporte, pero le pidieron que siguiera compitiendo por el Departamento de policía, que le facilitó un período de licencia. 
Entre 1906 y 1908, se dedicó sólo a entrenar para los Juegos Olímpicos que se celebrarían en Londres en 1908. 

## Juegos Olímpicos de Londres 1908
En los Juegos de Londres de 1908, Larner compitió primero en la marcha de 3.500 m, donde ganó su primera medalla de oro en una dura pugna con su compatriota Ernest Webb. Días después, añadió otra medalla de oro a su palmarés al ganar la distancia de las 10 millas.
En Londres 1908, fue la única ocasión en que se realizaron competiciones de marcha atlética sobre las distancias de 3.500 m y 10 km. Nunca más se compitió en estas distancias en unos Juegos olímpicos. A día de hoy, por tanto, George Larner sigue siendo el campeón y plusmarquista olímpico de las dos distancias.
El hermano de George Larner, Ernest Larner, fue también marchador y compitió con él en las mismas pruebas de los Juegos Olímpicos de Londres.

## Mejores marcas
1 milla marcha – 6:26.0 (1904)
2 millas marcha – 13:11.4 (1904)
3 millas marcha – 20:25.8 (1905)
7 millas marcha – 50:50.8 (1905)
10 millas marcha – 1h:15:57.4 (1908)
10 kilómetros marcha – 44:58.4e (1905)
1 Hora – 13.275 metros (8 millas, 438 yardas) (1905)